# Эрк, Людвиг
Людвиг Христиан Эрк (нем. Ludwig Christian Erk; 6 января 1807 года, Вецлар — 25 ноября 1883 года, Берлин) — немецкий композитор, музыковед, педагог и собиратель народных песен.

## Биография
Родился в Вецларе в семье кантора и органиста Адама Вильгельма Эрка. В 1811 году его семья покинула Вецлер и после нескольких переездов обосновалась в Драйайхенхайне. В 1820 году после смерти отца Эрк отправился в Оффенбах, где проходил обучение в заведении своего крёстного отца. С 1826 года преподавал музыку в учительской семинарии в Мёрсе. В 1835 году Эрк переехал в Берлин, где жил и работал до конца жизни. В Берлине Эрк преподавал, а также руководил исполнениями хоровой музыки.
Под редакцией Эрка вышло несколько песенных сборников, получивших широкую популярность. Эрк также получил признание в качестве собирателя немецкого песенного фольклора. Деятельность Эрка была направлена на сохранение и возрождение народной песни в школах и хоровых обществах и находилась под влиянием идей Иоганна Песталоцци о всеобщем народном образовании.
В родном городе Эрку поставлен памятник, а его именем названа площадь.

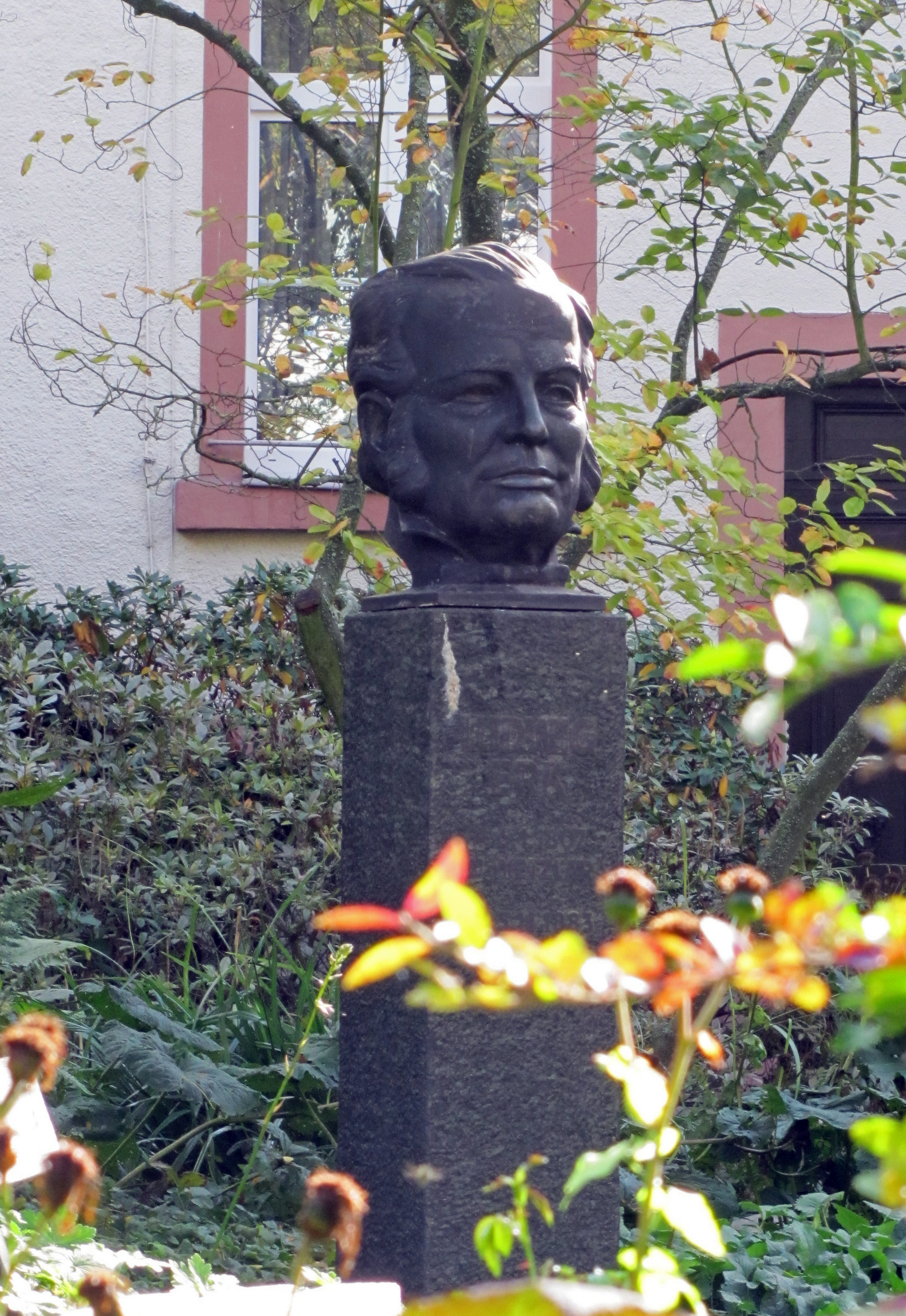
Памятник

## Работы
- Methodischer Leitfaden für den Gesangunterricht in Volksschulen (1834)
- В соавторстве с Wilhelm Irmer: Die Deutschen Volkslieder mit ihren Singweisen (3 Bände/13 Hefte, 1838-45)
- Liederkranz. Auswahl heiterer und ernster Gesänge; für Schule, Haus und Leben (1841)
- Singvögelein. Sammlung ein-, zwei-,drei- und vierstimmiger Lieder für Schule, Haus und Leben (1848)
- Musikalischer Jugendfreund : Sammlung von Gesängen mit Clavierbegleitung für die deutsche Jugend aller Stände (1848)
- Deutscher Liedergarten. Sammlung von ein-, zwei-,drei- und vierstimmigen Liedern für Mädchenschulen
- Deutscher Liederhort (1856, 1893/94 [umgearbeitet von Franz Magnus Böhme und seitdem das Standardwerk des Deutschen Volksliedes, der «Erk-Böhme»], Neudruck 1963)
- В соавторстве с Benedikt Widmann: Neue Liederquelle: periodische Sammlung ein- und mehrstimmiger Lieder. 3 Hefte. Merseburger, Leipzig 1869 (Digitalisat).